# Michel Boulnois
Pour les articles homonymes, voir Boulnois.
Michel Boulnois est un organiste et compositeur français né à Paris le 31 octobre 1907 et mort à Provins le 30 novembre 2008.

## Biographie
Né dans une famille de musiciens, son père, Joseph Boulnois, était aussi organiste et compositeur. Michel Boulnois n'a que onze ans lorsque son père, sous officier, meurt à l'âge de 34 ans de la grippe espagnole.
Michel va suivre la même voie artistique, celle du conservatoire à Paris où il devient élève de Noël Gallon, Marcel Dupré, Henri Büsser entre autres. Il suit aussi les cours d'analyse de Nadia Boulanger. Il sort du conservatoire en 1937 avec un 1er Prix d'orgue. Il devient organiste titulaire de l'orgue de l'église Saint-Philippe-du-Roule à Paris en 1937, poste qu'il occupera pendant 53 ans, jusqu'en 1990. Il a composé des pièces pour orgue, pour orchestre, de la musique de chambre.
Il meurt en 2008, âgé de 101 ans. Il fut l'époux de Suzanne Sohet, compositrice et pédagogue.

## Œuvres principales
Orgue :
- Symphonie pour grand orgue (1944)
- 3 pièces pour la fête du Saint-Sacrement (1952)
- Messe pour la fête de l'Annonciation (1959-1963)
- Variations et fugue sur le Veni Creator (1974)
- Élégie pour violon et orgue (1976)

## Sources
- Dictionnaire de la musique Les hommes et leurs œuvres, Marc Honegger, éditions Bordas